# Pómoszi bálvány
A pómoszi bálvány egy kereszt alakú, női alakot ábrázoló, kőrézkori figura, ami a ciprusi Pómosz falu közelében került elő.

## Feltételezett funkciója és eredete
A kitárt karú nőt ábrázoló figura termékenységi szimbólum lehetett, mivel ez a testtartás a korai közösségekben a szülés egyik elterjedt formája volt. A feltételezést erősíti, hogy a figura nyakán ugyanilyen formájú amulettet visel. A bálványhoz hasonló kisebb-nagyobb szobrok elterjedtek lehettek a szigeten a rézkorban. A 2000-es években az Edinburgh-i Egyetem kutatói, Páfosz térségében tártak fel egy hasonló bálványok gyártására használt műhelyt. A szobrok anyaga egy puha, vulkanikus kőzet, a pikrolit, amit egy mára kiszáradt folyó szállított a környékre a Tróodosz-hegységből.

## Megjelenése a ciprusi euró érmén
A Ciprusi Köztársaság a pómoszi bálványt jelenítette meg az egy- és kéteurós érméken, amikor az ország 2008-ban csatlakozott az eurózónához. A bálványra azért esett a döntéshozók választása, mert kiválóan megfelel a kényes ciprusi politikai helyzetben: egyfelől jellegzetesen ciprusi kulturális érték, másfelől sem vallási (keresztény vagy muzulmán), sem etnikai (görög vagy török) vonatkozásokkal nem rendelkezik, így nem köthető a ciprusi konfliktushoz.